# Silsila (film)
Pour plus de détails, voir Fiche technique et Distribution.
Silsila est un film de Bollywood réalisé par Yash Chopra sorti en 1981 en Inde.

## Synopsis
Amit et Shekhar Malhotra sont des orphelins. L'un est pilote de chasse et l'autre poète. Toutefois les deux frères sont restés très proches et ont décidé de se marier au même moment. Shekhar doit épouser Shobha et Amit est épris de Chandni. Toutefois, il n'en ira pas ainsi : la mort de Shekhar va forcer Amit à épouser Shobha par honneur car elle était enceinte de son frère. La passion d'Amit pour Chandni ne disparaitra pas avec ce mariage et c'est ainsi qu'il va en arriver à l'adultère et à l'infidélité.

## Fiche technique
- Titre : Silsila
- Langue : Hindi
- Réalisation : Yash Chopra
- Scénario : Peeti Bedi
- Dialogues : Romesh Sharma
- Musique : Shiv-Hari
- Pays : Inde
- Sortie : 1981
- Durée : 182 min

## Distribution
- Shekar Malhotra : Shashi Kapoor
- Amit Malhotra : Amitabh Bachchan
- Shobha Malhotra : Jaya Bachchan
- Chandni : Rekha
- Dr Anand: Sanjeev Kumar